# Гильдвиллер
Гильдвиллер (фр. Gildwiller) — коммуна на северо-востоке Франции в регионе Гранд-Эст (бывший Эльзас — Шампань — Арденны — Лотарингия), департамент Верхний Рейн, округ Альткирш, кантон Мазво. До марта 2015 года коммуна административно входила в состав упразднённого кантона Данмари (округ Альткирш).
Площадь коммуны — 5,02 км², население — 282 человека (2006) с тенденцией к стабилизации: 289 человек (2012), плотность населения — 57,6 чел/км².

## Население
Численность населения коммуны в 2011 году составляла 291 человек, а в 2012 году — 289 человек.
| 1962 | 1968 | 1975 | 1982 | 1990 | 1999 | 2004 | 2006 | 2009 | 2011 | 2012 |
| ---- | ---- | ---- | ---- | ---- | ---- | ---- | ---- | ---- | ---- | ---- |
| 186  | 169  | 188  | 244  | 282  | 278  | 284  | 282  | 276  | 291  | 289  |

Динамика населения:

## Экономика
В 2010 году из 205 человек трудоспособного возраста (от 15 до 64 лет) 151 были экономически активными, 54 — неактивными (показатель активности 73,7 %, в 1999 году — 78,6 %). Из 151 активных трудоспособных жителей работали 142 человека (72 мужчины и 70 женщин), 9 числились безработными (четверо мужчин и 5 женщин). Среди 54 трудоспособных неактивных граждан 13 были учениками либо студентами, 28 — пенсионерами, а ещё 13 — были неактивны в силу других причин.
На протяжении 2011 года в коммуне числилось 113 облагаемых налогом домохозяйств, в которых проживало 287 человек. При этом медиана доходов составила 23819 евро на одного налогоплательщика.

## Достопримечательности (фотогалерея)
- Церковь